# Gabi Hift
Gabi Hift (* 1958 in Wien) ist eine österreichische Schauspielerin, Regisseurin und Autorin.

## Leben
Hift studierte Schauspiel, Medizin und Psychologie und promovierte in Medizin. Sie war Ensemblemitglied am Volkstheater in Wien, am Kleist-Theater Frankfurt (Oder) (wo sie auch das Schülertheater leitete) und am Staatstheater Schwerin. Als Leiterin der Gruppe Hift& Niederkirchner realisierte sie eigene Theaterprojekte. Seit 2002 lebt sie als freiberufliche Regisseurin und Autorin in Berlin.

## Werke
Mit der Erzählung Der Willsch gewann sie im Jahr 2000 den Gratwanderpreis für erotische Literatur. Ihre Kurzgeschichten sind in mehreren Anthologien veröffentlicht, u. a. Ein finsteres Loch in Rendezvous erotique (erschienen 2003, ISBN 3-20379-200-1) und Letzte Worte in Letzte Worte: die besten Einsendungen zum Agatha-Christie-Krimi-Preis (erschienen 2003, ISBN 3-502-51957-9).

## Auszeichnungen
1999–2000 	Stipendiatin der Bertelsmannstiftung 

2000		Gratwanderpreis 

2011		Alfred Döblin Stipendium der Berliner Akademie der Künste 

2011/12	        Österreichisches Staatsstipendium für Literatur 

2013		Arbeitsstipendium für Literatur des Berliner Senats 